# Paphiopedilum acmodontum
Espèce
Paphiopedilum acmodontum est une espèce d'orchidées du genre Paphiopedilum originaire des Philippines.